# Воля-Ухруска
Воля-Ухруска (пол. Wola Uhruska) — деревня в Влодавском повете Люблинского воеводства Польши. Административный центр гмины Воля-Ухруска. Находится примерно в 25 км к югу от центра города Влодава. По данным переписи 2011 года, в деревне проживало 1723 человека.

## Население
Демографическая структура по состоянию на 31 марта 2011 года:
|         | Всего | До трудоспособного возраста | Трудоспособного возраста | Старше трудоспособного возраста |
| ------- | ----- | --------------------------- | ------------------------ | ------------------------------- |
| Мужчины | 832   | 156                         | 587                      | 89                              |
| Женщины | 891   | 150                         | 526                      | 215                             |
| Всего   | 1723  | 306                         | 1113                     | 304                             |